# Transcription en japonais
Dans l’écriture japonaise contemporaine, les emprunts aux langues étrangères et les noms étrangers sont normalement écrits en katakana, qui est l’une des composantes du système d’écriture du japonais. Dans la mesure du possible, on fait correspondre les sons de la langue source aux sons les plus proches du japonais, et le résultat est transcrit en caractères katakana standard, chacun d’eux représentant une syllabe (plus précisément une more). Par exemple, America est écrit アメリカ (A-me-ri-ka). Pour s’adapter à divers sons de langues étrangères qui ne sont pas utilisés en japonais, un système de katakana étendu s’est aussi développé pour étendre le katakana standard.
Le katakana, comme l’autre kana japonais, le hiragana, a une correspondance biunivoque entre les sons et les caractères. Donc, une fois que la prononciation d’un mot est établie, il n’y a pas d’ambiguïté dans son « orthographe » en katakana.
Une forme de transcription beaucoup moins répandue, pas abordée dans cet article, utilise des kanjis pour leurs valeurs phonétiques. Pour plus d’informations sur cette méthode, voir Ateji.

## Faisabilité de la transcription

### Structure de la syllabe
Le résultat le plus évident de la transcription en japonais est l’insertion de voyelles, ce qui allonge souvent les mots. C’est dû au fait que la phonologie du japonais a une structure de syllabe (C)V(C) (consonne initiale optionnelle, voyelle, consonne finale optionnelle) : elle ne permet pas de groupements de consonnes en tête de syllabe, et la seule consonne finale est soit la nasale ン, n ou une consonne géminée ; en effet, ces syllabes fermées sont dues à d’anciens emprunts au chinois, et à l’origine, le japonais était purement (C)V.
Puisque le japonais a peu de syllabes fermées, les consonnes finales dans la langue source sont souvent représentées à l’aide de kanas en -u (ou parfois -o ou -i) avec des voyelles implicitement muettes — néanmoins cette voyelle est souvent prononcée en japonais — ou la coda de la syllabe n’est pas représentée du tout. Par exemple, le nom Jim est écrit ジム (Ji-mu). Un principe similaire s’applique aux groupements de consonnes ; par exemple, spring serait transcrit スプリング (su-pu-ri-n-gu).

### Diphtongues
Le japonais ne possède que cinq sons voyelles, chacun d’entre eux étant une voyelle pure (monophtongue) avec une forme longue et une forme brève, et un certain degré d’approximation est nécessaire quand on veut représenter, par exemple, les voyelles de l’anglais. Les diphtongues sont représentées par des séquences de voyelles, et prononcées avec un hiatus, comme une séquence de monophtongues distinctes, pas en diphtongue, comme dans ブラウン (Bu-ra-u-n, le nom de famille Brown).

### Phonèmes
Le japonais ne distingue pas les sons l et r, et l- est normalement transcrit en utilisant les kanas qui sont perçus comme représentant r-. Par exemple, London devient ロンドン (Ro-n-do-n). D’autres sons non présents en japonais peuvent être convertis en l’équivalent japonais le plus proche ; par exemple, le nom Smith est écrit スミス (Su-mi-su). Les sons étrangers peuvent être difficiles à exprimer en japonais, résultant en des graphies telles que フルシチョフ Furushichofu (Khrouchtchev : le フ fu, kana en -u de la série  en h-, transcrit le /x-/ initial, la série de kana en h- étant utilisée pour transcrire les syllabe en /x-/), アリー・ハーメネイー Arī Hāmeneī (Ali Khamenei : le ハ ha transcrit le /xa/) et イツハク・パールマン Itsuhaku Pāruman ou イツァーク・パールマン Itsāku Pāruman (Itzhak Perlman : les -er ou -o(u)r anglophones sont par conventions transcrits par les kanas en -ā).

### Voyelles longues
Les voyelles longues sont généralement écrites avec ー pour indiquer l’allongement, comme dans コーラ kōra (cola), plutôt qu’en écrivant une voyelle distincte ×コウラ *koura. Il y a deux irrégularités à noter ici. Premièrement, l’allongement de la voyelle finale peut être ambigu, et varie avec le temps ou selon les utilisateurs. Par exemple, dans le Japon d’aujourd’hui, computer est généralement transcrit コンピューター konpyūtā (longue voyelle finale), mais dans certains cas, tels que l’industrie des ordinateurs, d’après les Japanese Industrial Standards, il est transcrit コンピュータ konpyūta (finale brève). Deuxièmement, dans les emprunts au chinois moderne, notamment les noms d’aliments, dans une transcription soignée les diphtongues sont représentées par des voyelles séparées, même si en japonais elles seraient des voyelles longues ; c’est particulièrement fréquent avec òu, particulièrement dans 豆 dòu (germe de soja), généralement transcrit トウ. De plus, les voyelles longues dans la transcription en japonais n’ont pas besoin de refléter la prononciation chinoise. Par exemple, le plat 東坡肉 porc Dongpo, en pinyin dōngpōròu (dōng·pō·ròu), se transcrit en japonais ドンポーロウ donpōrou, ou plus communément トンポーロウ tonpōrou. Notez qu’en pinyin, ō représente un ton haut, alors qu’en japonais ō représente une voyelle longue, et /d/ est prononcé différemment (le /d/ chinois est similaire au /t/ japonais ou anglais). Cette distinction n’est pas toujours suivie, et varie selon les termes : la graphie トンポーロー tonpōrō est aussi commune ; et dans des termes tels que 回鍋肉 en:twice cooked pork, la graphie ホイコーロー est plus commune, malgré les diphtongues représentées.

### Katakanas étendus
Dans les temps modernes, un système de katakanas étendus s’est développé pour prendre en charge les sons étrangers non présents en japonais. La plupart de ces nouveaux katakanas sont des digrammes, composés de katakanas standard, mais dans des combinaisons qui n’existent pas dans les mots natifs. Par exemple, le mot « photo » est transcrit フォト (fo-to), où le nouveau digramme フォ (fo) est composé de フ (fu) plus un petit オ (o). Dans d’autres cas, de nouveaux diacritiques peuvent être appliqués pour créer de nouveaux sons, tels que ヴ pour vu, qui consiste en ウ (u) combiné à un dakuten pour indiquer une prononciation voisée.

### Point médian
Le japonais est écrit sans espaces entre les mots, et, pour aider à la compréhension, les expressions et noms étrangers sont parfois transcrits avec un point médian pour séparer les mots, et qui s’appelle un nakaguro (中黒, point médian ; par exemple, ビル・ゲイツ (Bill Gates). Quand on suppose que le lecteur connait les gairaigo séparés dans la phrase, le point médian est omis. Par exemple, l’expression コンピューターゲーム konpyūtā gēmu (computer game) contient deux gairaigo bien connus, et donc il n’est pas écrit avec un point médian.

## Particularités par langues transcrites

### Allemand
Le son schwa est transcrit par e. Par exemple, « danke » est transcrit ダンケ (danke).

### Espagnol
L'espagnol se transcrit de façon assez évidente en japonais. Seules quelques conventions particulières sont à observer.
Le son //, écrit ll en espagnol, est transcrit habituellement avec リ (ri). Ce kana est généralement accompagné de ヤ, ユ, エ ou ヨ placé en indice pour les syllabes en a, u, e et o respectivement, et de rien pour les syllabes en i. On a cependant parfois simplement ア, ウ, エ ou オ placé après リ. On a ainsi par exemple Sevilla (Séville) qui est transcrit セビリア. Le ll est parfois, quoi que moins communément, transcrit ジ pour se conformer à la prononciation locale // du digramme ll. On a ainsi par exemple Alicia de Larrocha de la Calle qui est transcrit アリシア・デ・ラローチャ・デ・ラカジェ.
Le son //, écrit ñ en espagnol, est lui transcrit avec ニ (ni). Ce kana est accompagné de ヤ, ユ, エ ou ヨ placé en indice pour les syllabes en a, u, e et o respectivement, et de rien pour les syllabes en i.

### Français
Lors de la transcription du français, le ン (n) est utilisé pour transcrire les voyelles nasales : par exemple, « Jean » est transcrit ジャン (jan). Les mots se terminant par un son /n/ final sont en conséquence toujours transcrits avec un ヌ (nu) final. Cela permet de distinguer certains mots, notamment des couples masculin/féminin. Dans certains cas, sous l'influence de l'orthographe française, le /n/ final écrit « -nne » est parfois transcrit par la forme géminée ンヌ (nnu) : par exemple, « Jeanne » est transcrit ジャンヌ (jannu).
Le son /y/ (« u »), absent en japonais, est transcrit ユ (yu). Ainsi, « Dupont » est transcrit デュポン (dyupon).
Le son schwa est généralement transcrit par u (pour la plupart des consonnes, ou en l'absence de consonne) ou o (pour d- et t-). Par exemple, « eau de source » est transcrit オー・ド・スールス (ō do sūrusu).

## Tableaux des katakanas
Les tableaux qui suivent donnent la transcription Hepburn et une transcription approximative selon l’alphabet phonétique international pour les katakanas tels qu’ils sont utilisés en japonais contemporain. Leur utilisation dans les transcriptions est, bien sûr, dans l’autre sens.

### Katakana standard
|   | Monogrammes (gojūon)                                     | Monogrammes (gojūon)                                     | Monogrammes (gojūon)                                     | Monogrammes (gojūon)                                     | Monogrammes (gojūon)                                     | Digrammes (yōon)                                     | Digrammes (yōon)                                     | Digrammes (yōon)                                     |
| a | i                                                        | u                                                        | e                                                        | o                                                        | ya                                                       | yu                                                   | yo                                                   |                                                      |
| - | -------------------------------------------------------- | -------------------------------------------------------- | -------------------------------------------------------- | -------------------------------------------------------- | -------------------------------------------------------- | ---------------------------------------------------- | ---------------------------------------------------- | ---------------------------------------------------- |
| ∅ | ア a [a]                                                 | イ i [i]                                                 | ウ u [u͍]                                                 | エ e [e]                                                 | オ o [ɔ]                                                 |                                                      |                                                      |                                                      |
| K | カ ka [ka]                                               | キ ki [ki]                                               | ク ku [ku͍]                                               | ケ ke [ke]                                               | コ ko [kɔ]                                               | キャ kya [kʲa]                                       | キュ kyu [kʲu͍]                                       | キョ kyo [kʲɔ]                                       |
| S | サ sa [sa]                                               | シ shi [ɕi]                                              | ス su [su͍]                                               | セ se [se]                                               | ソ so [sɔ]                                               | シャ sha [ɕa]                                        | シュ shu [ɕu͍]                                        | ショ sho [ɕɔ]                                        |
| T | タ ta [ta]                                               | チ chi [t͡ɕi]                                             | ツ tsu [t͡su͍]                                             | テ te [te]                                               | ト to [tɔ]                                               | チャ cha [t͡ɕa]                                       | チュ chu [t͡ɕu͍]                                       | チョ cho [t͡ɕɔ]                                       |
| N | ナ na [na]                                               | ニ ni [nʲi]                                              | ヌ nu [nu͍]                                               | ネ ne [ne]                                               | ノ no [nɔ]                                               | ニャ nya [ɲa]                                        | ニュ nyu [ɲu͍]                                        | ニョ nyo [ɲɔ]                                        |
| H | ハ ha [ha]                                               | ヒ hi [çi]                                               | フ fu [ɸu͍]                                               | ヘ he [he]                                               | ホ ho [hɔ]                                               | ヒャ hya [ça]                                        | ヒュ hyu [çu͍]                                        | ヒョ hyo [çɔ]                                        |
| M | マ ma [ma]                                               | ミ mi [mi]                                               | ム mu [mu͍]                                               | メ me [me]                                               | モ mo [mɔ]                                               | ミャ mya [mʲa]                                       | ミュ myu [mʲu͍]                                       | ミョ myo [mʲɔ]                                       |
| Y | ヤ ya [ja]                                               | [ n 1 ]                                                  | ユ yu [ju͍]                                               | [ n 1 ]                                                  | ヨ yo [jɔ]                                               |                                                      |                                                      |                                                      |
| R | ラ ra [ɽa]                                               | リ ri [ɽi]                                               | ル ru [ɽu͍]                                               | レ re [ɽe]                                               | ロ ro [ɽɔ]                                               | リャ rya [ɽʲa]                                       | リュ ryu [ɽʲu͍]                                       | リョ ryo [ɽʲɔ]                                       |
| W | ワ wa [wa]                                               | ヰ wi [i]                                                | [ n 1 ]                                                  | ヱ we [e]                                                | ヲ wo [ɔ]                                                |                                                      |                                                      |                                                      |
|   |                                                          |                                                          |                                                          |                                                          |                                                          |                                                      |                                                      |                                                      |
|   | Monogramme nasal final                                   | Monogramme nasal final                                   | Monogramme nasal final                                   | Graphèmes « fonctionnels »                               | Graphèmes « fonctionnels »                               | Graphèmes « fonctionnels »                           | Graphèmes « fonctionnels »                           | Graphèmes « fonctionnels »                           |
|   | ン n [n, m, ŋ, ɴ]                                        | ン n [n, m, ŋ, ɴ]                                        | ン n [n, m, ŋ, ɴ]                                        |                                                          |                                                          | ー (après une voyelle longue)                        |                                                      |                                                      |
|   |                                                          |                                                          |                                                          |                                                          |                                                          |                                                      |                                                      |                                                      |
|   | Monogrammes avec diacritiques : gojūon avec (han)dakuten | Monogrammes avec diacritiques : gojūon avec (han)dakuten | Monogrammes avec diacritiques : gojūon avec (han)dakuten | Monogrammes avec diacritiques : gojūon avec (han)dakuten | Monogrammes avec diacritiques : gojūon avec (han)dakuten | Digrammes avec diacritiques : yōon avec (han)dakuten | Digrammes avec diacritiques : yōon avec (han)dakuten | Digrammes avec diacritiques : yōon avec (han)dakuten |
| a | i                                                        | u                                                        | e                                                        | o                                                        | ya                                                       | yu                                                   | yo                                                   |                                                      |
| G | ガ ga [ɡa]                                               | ギ gi [ɡi]                                               | グ gu [ɡu͍]                                               | ゲ ge [ɡe]                                               | ゴ go [ɡɔ]                                               | ギャ gya [ɡʲa]                                       | ギュ gyu [ɡʲu͍]                                       | ギョ gyo [ɡʲɔ]                                       |
| Z | ザ za [za]                                               | ジ ji [d͡ʑi]                                              | ズ zu [zu͍]                                               | ゼ ze [ze]                                               | ゾ zo [zɔ]                                               | ジャ ja [d͡ʑa]                                        | ジュ ju [d͡ʑu͍]                                        | ジョ jo [d͡ʑɔ]                                        |
| D | ダ da [da]                                               | [ n 3 ]                                                  | [ n 3 ]                                                  | デ de [de]                                               | ド do [dɔ]                                               | [ n 3 ]                                              | [ n 3 ]                                              | [ n 3 ]                                              |
| B | バ ba [ba]                                               | ビ bi [bi]                                               | ブ bu [bu͍]                                               | ベ be [be]                                               | ボ bo [bɔ]                                               | ビャ bya [bʲa]                                       | ビュ byu [bʲu͍]                                       | ビョ byo [bʲɔ]                                       |
| P | パ pa [pa]                                               | ピ pi [pi]                                               | プ pu [pu͍]                                               | ペ pe [pe]                                               | ポ po [pɔ]                                               | ピャ pya [pʲa]                                       | ピュ pyu [pʲu͍]                                       | ピョ pyo [pʲɔ]                                       |

Notes
1. 1 2 3  Les combinaisons théoriques yi, ye et wu sont inusitées.
2. 1 2 3  Les caractères wi et we sont obsolètes en japonais moderne, et ont été remplacés par イ (i) et エ (e). Le caractère wo, en pratique normalement prononcé o, n’a conservé qu’un seul usage : une particule. Il est normalement écrit en hiragana (を), donc le katakana ヲ ne connait qu’un usage limité. Voir Gojūon et les articles sur chaque caractère pour les détails.
3. 1 2 3 4 5  Les kanas ヂ (di) et ヅ (du) (souvent transcrits ji et zu) sont principalement utilisés pour une orthographe étymologique, quand les équivalents sourds チ (ti) et ツ (tu) (souvent transcrits chi et tsu) subissent un changement de sonorité (rendaku) et deviennent sonores quand ils sont utilisés au milieu d’un mot composé. Dans les autres cas, les kanas ジ (ji) et ズ (zu), de prononciation identique, sont utilisés. ヂ (di) et ヅ (du) ne peuvent jamais être utilisés à l’initiale d’un mot, et ils ne sont pas courants en katakana, puisque le concept de rendaku ne s’applique pas aux transcriptions de mots étrangers, l’une des utilisations majeures du katakana.

### Katakana étendu
Les katakanas suivants ont été développés ou proposés spécifiquement dans le but de transcrire des mots étrangers.
| Orange | Combinaisons de kanas générales utilisées pour les emprunts ou pour les noms de lieux ou de personnes, proposées par le ministère de l'Éducation, de la Culture, des Sports, des Sciences et de la Technologie du gouvernement japonais (MEXT, Monbushō). |
| Bleu   | Combinaisons utilisées pour une transcription plus précise des sons étrangers, également proposées par le MEXT. |
| Beige  | Suggestions de l’American National Standards Institute (ANSI Z39.11) et de la British Standards Institution (BS 4812). |
| Violet | Combinaisons qui apparaissent dans la version de 1974 du Hyōjun-shiki formatting. |

|     | a                 | i                 | u            | e                 | o                 | ya             | yu             | ye               | yo             |  |
| --- | ----------------- | ----------------- | ------------ | ----------------- | ----------------- | -------------- | -------------- | ---------------- | -------------- |  |
| K   |                   |                   |              |                   |                   |                |                | キェ kye [kʲe]   |                |  |
| Kw  | クヮ kwa [kʷa]    | クィ kwi [kʷi]    |              | クェ kwe [kʷe]    | クォ kwo [kʷɔ]    |                |                |                  |                |  |
| G   |                   |                   |              |                   |                   |                |                | ギェ gye [ɡʲe]   |                |  |
| Gw  | グヮ gwa [ɡʷa]    | グィ gwi [ɡʷi]    |              | グェ gwe [ɡʷe]    | グォ gwo [ɡʷɔ]    |                |                |                  |                |  |
| S   |                   | スィ si [si]      |              |                   |                   |                |                | シェ she [ɕe]    |                |  |
| Z J |                   | ズィ zi [zi]      |              |                   |                   |                |                | ジェ je [d͡ʑe]    |                |  |
| T   |                   | ティ ti [ti]      | トゥ tu [tu͍] |                   |                   |                | テュ tyu [tʲu͍] | チェ che [t͡ɕe]   |                |  |
| Ts  | ツァ tsa [t͡sa]    | ツィ tsi [t͡si]    |              | ツェ tse [t͡se]    | ツォ tso [t͡sɔ]    |                |                |                  |                |  |
| D   |                   | ディ di [di]      | ドゥ du [du͍] |                   |                   |                | デュ dyu [dʲu͍] |                  |                |  |
| N   |                   |                   |              |                   |                   |                |                | ニェ nye [ɲe]    |                |  |
| H   |                   |                   | ホゥ hu [hu͍] |                   |                   |                |                | ヒェ hye [çe]    |                |  |
| F   | ファ fa [ɸa]      | フィ fi [ɸi]      |              | フェ fe [ɸe]      | フォ fo [ɸɔ]      | フャ fya [ɸʲa] | フュ fyu [ɸʲu͍] | フィェ fye [ɸʲe] | フョ fyo [ɸʲɔ] |  |
| B   |                   |                   |              |                   |                   |                |                | ビェ bye [bʲe]   |                |  |
| P   |                   |                   |              |                   |                   |                |                | ピェ pye [pʲe]   |                |  |
| M   |                   |                   |              |                   |                   |                |                | ミェ mye [mʲe]   |                |  |
| Y   |                   | イィ yi [ji]      |              | イェ ye [je]      |                   |                |                |                  |                |  |
| R   |                   |                   |              |                   |                   |                |                | リェ rye [ɽʲe]   |                |  |
| W   |                   | ウィ wi [wi]      | ウゥ wu [wu͍] | ウェ we [we]      | ウォ wo [wɔ]      |                | ウュ wyu [wʲu͍] |                  |                |  |
| V   | (ヷ) ヴァ va [va] | (ヸ) ヴィ vi [vi] | ヴ vu [vu͍]   | (ヹ) ヴェ ve [ve] | (ヺ) ヴォ vo [vɔ] | ヴャ vya [vʲa] | ヴュ vyu [vʲu͍] | ヴィェ vye [vʲe] | ヴョ vyo [vʲɔ] |  |